# Fenciklidin
A fenciklidin vagy fenilciklidin (a fenilciklohexilpiperidin összevont formája), rövidítése PCP a múltban fájdalomcsillapításra használt disszociatív drog hallucinogén hatásokkal. Közismert neve angel dust (angyalpor), de ezen kívül több megnevezése is ismeretes, mint például Wet, Rocket Fuel, Ashy Larry, Shermans Tank, Wack, Hulk Hogan, Ozone, HannaH, Hog és Embalming Fluid. Először az 1950-es években szabadalmaztatta a Parke-Davis gyógyszergyártó cég. A PCP az USA-ban a pszichotróp anyagokról szóló egyezmény második jegyzékén szereplő (magas kockázatú, korlátozott terápiás alkalmazású) drog.
Kémiailag a PCP arilciklohexilamin-származék, farmakológiailag pedig a disszociatív fájdalomcsillapítók körébe tartozik. A PCP elsősorban NMDA receptor antagonistaként működik, tehát blokkolja a működését. Az NMDA receptor antagonisták közé sorolható ezen kívül a ketamin, tiletamin és a dextrometorfán. Bár a PCP elsődleges pszichoaktív hatásai csupán pár óráig tartanak, a testből való teljes kiürülése hosszabb, jellemzően több héten át tartó folyamat.
Több mint harminc különböző PCP-hez hasonló szer volt utcán kapható az 1970-es és 1980-as években, főként az USA-ban. Ezek közül a legismertebb a PCPy (roliciklidin, 1-(1-fenilciklohexil) pirolidin); a PCE (eticiklidin, N-etil-1-fenilciklohexilamin); és a TCP (tenocikliding, 1-(1-(2-tienil)ciklohexil)piperidin). Ezeknek a vegyületeknek az élvezeti szerként történő felhasználása nem volt széles körben elterjedt és sosem volt olyan elfogadott a felhasználók körében, mint a PCP, ugyanakkor mindegyiket az Ellenőrzött anyagokról szóló törvény első listájába helyezték, feltehetőleg hasonló hatásaik miatt.
A PCP-hez hasonló működési mechanizmust biztosító általános szerkezeti motívum a PCP-hez hasonló (analóg) anyagok szerkezeti-működési elemzését tárgyaló kutatásokból ismerhető meg. Ezek összefoglalása alább látható. Ezen analógok mindegyike feltehetőleg a PCP-hez hasonló hatásokat váltana ki, bár ezek különböző erősségűek lehetnek, a fájdalomcsillapító, disszociatív és serkentő hatások eltérő kombinációival, attól függően, hogy milyen konkrét molekuláris csoportokat tartalmaznak. Néhány országban, mint például az USA-ban, Ausztráliában és Új-Zélandon ezeket a vegyületeket a PCP-vel analóg ellenőrzött drogoknak számítanák, ezért tiltott szerek lennének, még akkor is, ha közülük sokat még nem gyártották soha, és nem is tesztelték. Magyarországon a Phenciklidin szintén kábítószernek minősülő anyag, a 2005. évi XXX. törvény második jegyzékében szerepel.

## Veszélyek
Az egyéb NMDA receptor antagonistákhoz hasonlóan, feltehető, hogy a fenilciklidin bizonyos agykárosodást, ún. „Olney-károsodást” okozhat. Patkányokon végzett vizsgálatokból kiderült, hogy az MK-801 NMDA receptor antagonista magas dózisban alkalmazva vakuolák kialakulását eredményezte a kísérleti patkány agyának bizonyos részeiben. Szakértők szerint előfordulhat, hogy a szer hasonló elváltozást okozhat emberben is. 
Ennek ellenére fontos megjegyezni, hogy eddig az Olney-féle kóros elváltozást kizárólag állati egyedeken tanulmányozták, így végkövetkeztetés nem vonható le emberekre nézve. Egyes kritikusok elégtelen kivitelezésű kutatásokra és az állatok és emberek anyagcseréjének különbözőségére utalva az Olney-féle elváltozás emberekben való előfordulását nem tartják bizonyítottnak.

## Orvosi és állatorvosi használat
A PCP-t először az első világháború után műtéti érzéstelenítőként tesztelték, viszont mellékhatásai miatt, úgy mint mint hallucinácók, mánia, delírium és diszorientáció mégis beszüntették a használatát egészen az 1950-es évekig. Ekkor a Parke-Davis (valószínűleg a „serenity”, azaz nyugalom, békesség szót alapul véve) Sernyl néven szabadalmaztatta, de a szert a mellékhatások miatt ismét bevonták. Nem sokkal ezután új néven, Sernylan-ként került a piacra, mint állatorvosi érzéstelenítő, azonban forgalmazását ekkor is hamarosan beszüntették. Mellékhatásai és a majmok testében való lebomláskor tapasztalt hosszú felezési ideje miatt orvosi alkalmazásra alkalmatlannak bizonyult. 
A PCP a zsírszövetben raktározódik és az emberi anyagcserében PCHP-re, PPC-re és PCAA-ra bomlik. Ha az anyagot szívják, egy része a hő hatására 1-fenil-1-ciklohexén (PC)-re és piperidinre bomlik.

## Fenciklidin-abúzus
A PCP-t főként az USA-ban fogyasztják rekreációs drogként, ahol ezt az igényt az illegális előállítás elégíti ki. Por és folyadék formában is létezik (a PCP bázist leginkább éterben oldják), de leggyakrabban levélszerű anyagokra permetezik, mint például a kender- (marihuána), a menta-, oregánó-, petrezselyem- vagy a gyömbérlevél, majd elszívják. A PCP gyakran használt utcai elnevezései a „wet” (lucskos) és a „fry” (sülés, égés). Esetenként Ecstasy-val együtt használják, és ezt „elephant flipping” (elefánt dobás)-nak hívják [hiányzó hivatkozás]. Az Amerikai Egyesült Államokban a PCP Schedule II szerként, az Egyesült Királyságban Class A anyagként tartják számon.
A drog rekreációs fogyasztási mennyiségben is előidézhet skizofréniás rohamra hasonlító pszichotikus állapotot.

## Biokémiai hatásmechanizmus
Az (NMDA) receptor, egy ionotróp receptor, a neuronok dendritjein található és a jelek idegingerületátvivők (neurotranszmitter) formájában érkeznek el hozzájuk. Fontos izgató receptor az agyban. Normális fiziológiai funkciónál az aktivált receptornak pozitív ionokat kell átjuttatnia a receptor csatornarészén. A PCP a neuronon kívülről kerül az ion-csatornába és visszafordíthatóan kötődik a csatorna pórusának valamely részéhez, ezzel blokkolva a pozitív ionok beáramlását a sejtbe. Ezáltal a PCP korlátozza a neuronok depolarizálódását és megzavarja az idegrendszer kognitív illetve más funkcióit.
Hasonlóképpen a PCP és analógjai akadályozzák a nikotin-acetilkolin receptor csatornákat (nAChR). Néhány analóg erősebb hatást fejt ki az nAChR, mint az NMDAR esetében. Egyes agyrégiókban ezek a hatások együtt működve akadályozzák az ekcitatórikus aktivitást.

## Felszívódás

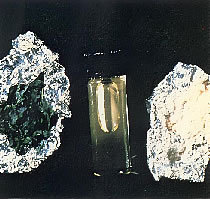

Képben: PCP kristály formában és vízben oldott PCP fiolában
Kép alatt: a DEA (Kábítószer Ellenőrzési Hivatal, amerikai) által lefoglalt illegális PCP különböző formákban.
A „folyékony balzsam” kifejezés gyakran arra a folyékony PCP-re utal, amibe a sima vagy a marihuánás cigarettát mártják (“sherm vagy “dippy”, azaz mártogatós) és annak füstjét a tüdőbe szívják. A PCP szívása “getting wet” (elázni) néven ismert. Sok félreértés kering a cigaretta “folyékony balzsamba” való mártogatásával kapcsolatban. Néhányan, tévesen, azt hiszik, hogy “elázáskor” valódi balzsamfolyadékot használnak. Tévhit, hogy az “elázás” a PCP fogyasztás következményein felül további komoly egészségkárosodást okozhat. 
Por formájában a PCP-t belélegzik.
Kanadában, főként Quebec tartományban, a PCP-t “meszkalinként“ használják, annak ellenére, hogy a helyi fogyasztók tisztában vannak vele, hogy a drog, amit használnak tulajdonképpen nem meszkalin, hanem a kininnek vagy laktóznak szabad bázisú PCP-vel való keveréke. Ezen a területen a PCP-t szinte sosem szívják, hanem por formában belélegzik, vagy lenyelik. 
Tiszta formájában a PCP fehér kristályos por, amely vízben könnyen oldódik. Az illegális piacon hozzáférhető PCP-ben a gyártás elégtelensége miatt gyakran találhatók szennyezőanyagok, ezáltal az anyag világosbarna-barna színt kap, állaga pedig por és gumiszerű massza között változik. 

## Hatások
A PCP erőteljes hatást vált ki az idegrendszerben, megváltoztatva az észlelési funkciókat (hallucinációk, kényszerképzetek, delírium, zavaros gondolkodás), a motorikus funkciókat (bizonytalan járás, koordinációs zavarok, szemtekerezgés vagy nystagmus), illetve az autonóm idegrendszeri szabályozást (gyors szívverés, hőszabályozás megváltozása). A drognak ismert a kiszámíthatatlan kedélyváltoztató hatása is, amely egyesekben elidegenedés érzéseként, másokban megnőtt aktivitásként nyilvánul meg. A hatás alatt lévő egyének téveszméik vagy hallucinációik miatt kiszámíthatatlanul viselkedhetnek. A magatartásbeli zavarok között önkárosítás, beleértve az öngyilkossági kísérletet, és mások ellen irányuló vagy vagyoni kárt okozó támadások szerepelhetnek. A drog fájdalomcsillapító tulajdonságai testi sértést okozó cselekedetekben nyilvánulhatnak meg (az eleve erőszakos egyéneknél kitartóan), mivel a drog hatására fájdalomérzetük csökkenhet. 
A drog rekreációs fogyasztási mennyiségben is előidézhet skizofréniás rohamra hasonlító pszichotikus állapotot. 